# Cajophora coronata
Cajophora coronata là một loài thực vật có hoa trong họ Loasaceae. Loài này được (Gillies ex Arn.) Hook. & Arn. mô tả khoa học đầu tiên năm 1833.